# Joachim Junge
Joachim Junge (1760 i Odense – 1823) var en dansk præst og forfatter.
Efter endt studentereksamen i 1778 tog han til København og uddannede sig til præst (cand. theol 1786). Under sin uddannelse i København kom han i de danske historikere P. F. Suhm og Bolle Willum Luxdorphs hjem. Efter sidstnævntes død udarbejdede Junge kataloget over dennes kæmpemæssige bogsamling (1789) hvor han også inkluderede en biografi over ham.
Mest kendt for bogen Den nordsjællandske Landalmues Characteer, Skikke, Meninger og Sprog, som han selv besørgede udgivelsen af i 1798 (2. udgave 1844 på Schubothes forlag, forkortet udgave i 1915). Bogen er et tidligt forsøg på folkelivsstudier, baseret på Junges egne erfaringer med bønderne i Blovstrød sogn, hvor han var præst fra 1791 til sin død i 1823. Trods bogens mange moralske domme og overlegne betragtninger over bondestanden, er den i dag et vigtigt skrift i studiet af gamle bondeskikke og forhold.
Bogen indeholder desuden en ordbog over nordsjællandske udtryk some Junge selv havde hørt bønderne bruge.
I 1805 udgav han bogen Christendoms-Lære som var et forsøg på at forene Luthers katekismus med Kants filosofi.